# Blackburneus iringanus
Blackburneus iringanus är en skalbaggsart som beskrevs av Vladimir Balthasar 1946. Blackburneus iringanus ingår i släktet Blackburneus och familjen Aphodiidae. Inga underarter finns listade.